# Phytomyza atricornis
Phytomyza atricornis är en tvåvingeart som beskrevs av Johann Wilhelm Meigen 1838. Phytomyza atricornis ingår i släktet Phytomyza och familjen minerarflugor. Inga underarter finns listade i Catalogue of Life.